# Халкија
Халкија (грч. Χάλκεια, Δήμος Χάλκειας) је бивша грчка општина у Етолији-Акарнанији, Периферија Западна Грчка. Од 2011, Халкија је дио општине Нафпактија са још пет бивших општина. Данас је општинска јединица унутар општине Нафпактија. Према попису из 2001, овде 3.161 становник. Седиште ове општине је био у Трикорфу.

## Подела
Халкија је подељена на следеће делове (села):
- Трикорфо
- Ано Василики
- Василики (Като Василики, Перама)
- Гавролимни
- Галатас (Галатас, Крионери)
- Калавруза (Като Калавруза, Калавруза)
- Перитори

##### Крионери
Крионери (грч.Κρυονέρι, у преводу "хладна вода") је насеље југоисточно од Мисолонгиа. Према попису становништва из 2001, у Крионерију је живело 110 становника. У близини се налази река Евинос, која је популарна летна дестинација. На истоку се налази планина Варасова. Крионери има неколико цркава, централних тргова (платија), а најближе средње школе, гимназије (школе разредне наставе сличне разредној настави у школама у Републици Србији од петог до осмог разреда) и банке су у Галатасу.